# Lyconus
Lyconus — рід тріскоподібних риб родини хекових (Merlucciidae).

## Назва
Рід Lyconus названий на честь персонажа грецької міфології Лікона- троянського воїна, якого убив ахейський воїн Пенелей.

## Види
Рід містить два види:
- Lyconus brachycolus Holt & Byrne, 1906
- Lyconus pinnatus Günther, 1887